# Weiser Šošoni
Weiser Shoshoni (Shewoki), malena banda iz Zapadnih skupina Sjevernih Šošona naseljena u 19. stoljeću uz rijeku Weiser na području današnjeg okruga Adams u Idahu. Tijekom zime logorovali su uz Little Weiser, po čemu je bazen te rijeke nazvan  “Indian Valley”. U drugoj polovici 19. stoljeća smješteni su na rezervat Malheur, i konačno na Fort Hall i Duck Valley.